# Autobahn Suifenhe–Manzhouli
Die Autobahn Suifenhe–Manzhouli oder Suiman-Autobahn (chinesisch 绥满高速公路, Pinyin Suímǎn gāosù gōnglù, englisch Suiman Expressway), chin. Abk. G10, ist die nördlichste Ost-West-Autobahn in China. Sie führt von der Stadt Suifenhe im Osten der Provinz Heilongjiang an der Grenze zu Russland über Harbin nach Manjur (in chinesischer Sprache Manzhouli genannt) im Autonomen Gebiet Innere Mongolei ebenfalls an der Grenze zu Russland. Die Autobahn wird nach Fertigstellung eine Länge von 1520 km erreichen. 